# Apistogramma borellii
Espèce
Apistogramma borellii est un poisson appartenant à la famille des Cichlidae.

## Maintenance en captivité
Maintenance en captivité,
| Origine         | Mato Grosso ; Rio Paraguay        | Eau           | douce                    |
| Dureté de l'eau | 10 °GH                            | pH            | 7 à 6                    |
| Température     | 20 à 28 °C                        | Volume mini.  | 60 litres pour un couple |
| Alimentation    | n'accepte que des proies vivantes | Taille adulte | 7 à 8 cm                 |
| Reproduction    | ovipare                           | Zone occupée  | zone inférieur           |
| Sociabilité     | grégaire                          | Difficulté    | moyenne à difficile      |